# Rob Rock
Pour les articles homonymes, voir Rock.
Rob Rock est un chanteur de heavy metal et compositeur, connu pour avoir fait partie du groupe Impellitteri ; il a aussi fait partie des  groupes Joshua, enregistrant avec eux l'album Intense defense en 1988 puis Warrior au début des années 2000, avec qui  il a enregistrer l'album The Code of Life (en) en 2001.
Le chanteur americain a aussi fait une carriere solo comportant 5 albums.